# العرقوب (كفر الدوار)
قرية العرقوب هي إحدى القرى التابعة لمركز كفر الدوار في محافظة البحيرة في جمهورية مصر العربية. حسب إحصاءات سنة 2006، بلغ إجمالي السكان في العرقوب 7772 نسمة، منهم 3919 رجل و3853 امرأة.